# Mensch, Derek!
Mensch Derek! ist eine kanadische Sitcom von Family in Kooperation mit dem Disney Channel, die zurzeit hauptsächlich auf verschiedenen Ablegern des Disney Channels ausgestrahlt wird. Die vierte Staffel wurde ab dem 17. November 2008 auf dem deutschen Disney Channel ausgestrahlt und umfasst 18 Episoden à 23 Minuten.

## Handlung
George Venturi, ein geschiedener Mann aus London, Ontario, der das Sorgerecht für seine zwei Söhne, Derek und Edwin und seine Tochter Marti hat, heiratet eine geschiedene Frau, Nora MacDonald, die zwei Töchter aus ihrer vorherigen Ehe mitbringt: Casey und Lizzie.
Bis zu diesem Zeitpunkt war Casey MacDonald vollkommen zufrieden mit ihrem Leben. In Toronto mit nur ihrer Mutter und ihrer Schwester aufzuwachsen, hat ihr gut gepasst und machte sie zu einer unabhängigen jungen Frau.
Mit einem Stiefvater, zwei Stiefbrüdern, einer Stiefschwester, einer neuen Schule, einem neuen Haus, alles in allem mit einem neuen Leben, muss Casey um einen Platz innerhalb der neuen Familie kämpfen. Die Rivalität zwischen Casey und Derek ist eines der Hauptthemen der Serie.

### Die Rivalität
Bevor sie Mitglieder einer Patchworkfamilie werden, sind Casey und Derek sehr zufrieden mit ihren Rollen als erstgeborene Kinder, auch was den großen Einfluss bei Familienentscheidungen betrifft. Als sich ihre Familien „vermischen“, bemüht sich jeder um die Oberhand: Casey durch „an die Regeln halten“ und Derek durch Kraft und Manipulation. Kompliziert wird die Situation dadurch, dass Derek und Casey in derselben Highschool-Klassenstufe sind. Für Casey ist die Situation schwerer, da sie neue Freunde finden muss. Beide Teens sind es gewohnt ihre Gedanken laut auszusprechen, besonders wenn sie versuchen ihren jeweiligen Elternteil auf ihre Seite zu ziehen.
Die Rivalität verschärft sich, sobald einer der beiden versucht dem anderen auch nur um eine Nasenlänge voraus zu sein, um sein Ziel zu erreichen, auch wenn das bedeutet, hinterhältig zu sein oder Hausarrest zu riskieren. Manchmal ist es auch egal, wer ihnen in den Weg kommt, ob Freunde oder Familie. In ihrer Anstrengung, ihren Platz zu Hause und in der Schule zu finden, lernt Casey sich „zu lockern“ und ein paar Regeln zu brechen, während Derek gelegentlich „den richtigen Weg geht“ und die Familieninteressen vor seine eigenen stellt, auch wenn dies eher Casey nützt.
Die Serie verwendet Filmtechniken wie Zeitraffer, Cutaways und ähnliches, in denen verschiedene Familienmitglieder (für gewöhnlich die, die in ein Problem einbezogen sind) miteinander in einer Art umgehen, die symbolisch ist für die jeweilige Situation. Diese Szenen werden z. B. ohne Script und Dialog dargestellt.
Trotz Caseys und Dereks ständigen Zankereien und Unstimmigkeiten wissen sie, dass es hilft, für ein gemeinsames Ziel zu kooperieren oder den anderen für die eigene, egoistische Tagesordnung zu nutzen. Obwohl die Rivalität fortbesteht, versuchen sie manchmal, sich gegenseitig zu helfen. Das nutzt nicht nur ihnen, sondern auch der Beziehung der Eltern.

### Schule
Derek und Casey gehen beide auf die Sir John Sparrow Thompson High School. Die Schulmaskottchen sind „Die Bären“. Mit ein paar Ausnahmen enthält jede Episode mindestens eine Szene mit Casey und Derek in ihrer Schule. Casey sucht häufig auch Paul, den Schulpsychologen auf. Die Schule ist auch der Ort, an dem der beliebte Derek schwindelt, während die Perfektionistin Casey nach guten Noten strebt und versucht, ihren Platz zu finden.

## Figuren

### Hauptfiguren
| Figur            | Darsteller     | Deutscher Sprecher      |
| ---------------- | -------------- | ----------------------- |
| Derek Venturi    | Michael Seater | Johannes Wolko          |
| Casey MacDonald  | Ashley Leggat  | Andrea Imme             |
| Edwin Venturi    | Daniel Magder  | Tobias John von Freyend |
| George Venturi   | John Ralston   | Gerd Meyer              |
| Nora Venturi     | Joy Tanner     | Susanne von Medvey      |
| Lizzie MacDonald | Jordan Todosey | Lara Alexandra Wurmer   |
| Marti Venturi    | Ariel Waller   | Liv Wagener             |
| Emily            | Shadia Simmons | Katharina Berthold      |
| Sam              | Kit Weyman     | Benedikt Gutjan         |
| Kendra           | Lauren Collins | Maren Rainer            |
| Sally            | Kate Todd      | Marieke Oeffinger       |

### MacDonald-Verwandte
- Sarah Gadon als Cousine Vicki
- Tara Manuel Rigal als Tante Fiona
- Rick Roberts als Dennis MacDonald (Noras Ex-Ehemann / Vater von Casey und Lizzie)

### Venturi-Verwandte
- Jennifer Wigmore als Abby Venturi (Georges Ex-Ehefrau / Mutter von Derek, Edwin, und Marti)
- Barbara Gordon als Tante Madge
- Lisa-Marie Bonotello als Cousine Mary

### Freunde
- Shadia Simmons als Emily, Caseys beste Freundin, die in Derek verknallt war. Sie ist jetzt mit Sheldon Shlepper zusammen.
- Arnold Pinnock als Paul, Caseys Berater
- Kit Weyman als Sam, Dereks bester Freund und Caseys Ex-Freund
- Lauren Collins als Kendra, beliebtes Mädchen und Dereks Ex-Freundin
- Robbie Amell als Max Miller, Caseys Freund
- Shane Kippel als Ralph, einer von Dereks Freunden und Bandmitglied
- William Greenblatt als Sheldon Shlepper
- Keir Gilchrist als Jamie, einer von Lizzies Freunden, der heimlich in sie verliebt ist.
- Kate Todd als Sally, Dereks Mitarbeiterin
- Catherine Burdon als Linda Davis

### Gaststars
- Ryan Cooley als Frank
- Alex House als Trevor
- Hannah Lochner als Michelle
- Kayla Mills als Amy
- Lara Amersey als Lucy
- Cameron Ansell als Teddy
- Cyrus Aazam als Clink
- Adam Butcher als Noel
- Robert Clark als Patrick
- Michael Kanev als Tinker
- AJ Walsh als Jake

## Episodenliste
| #   | Originaltitel        | Deutscher Titel             |
| --- | -------------------- | --------------------------- |
| 1.  | The Room             | Platzprobleme               |
| 2.  | House Of Games       | Lasst die Spiele beginnen!  |
| 3.  | The Fall             | Sturzzilla                  |
| 4.  | The Party            | Sturmfreie Bude             |
| 5.  | All Systems No Go    | Ordnung ist das halbe Leben |
| 6.  | Marti the Monster    | Derek, der Babysitter       |
| 7.  | Puppy Dog Tails      | Höhlenmenschen              |
| 8.  | Sweet Misery         | Versüßtes Leid              |
| 9.  | Grade-Point: Average | Der Punktegeier             |
| 10. | Babe Raider          | Das Computerspiel           |
| 11. | The Wedding          | Die Hochzeitsfeier          |
| 12. | The Poxfather        | Windige Geschäfte           |
| 13. | Male Code Blue       | Der Männer-Kodex            |

| #   | Originaltitel                | Deutscher Titel                  |
| --- | ---------------------------- | -------------------------------- |
| 14. | Date With Derek              | Rendezvous mit Derek             |
| 15. | She Shoots, He Scores        | Guter Rat ist anstrengend        |
| 16. | Middle Manic                 | Beziehungs-Karussell             |
| 17. | Venturian Candidate          | Die Qual der Wahl                |
| 18. | Battle of the Bands          | Der Band-Wettbewerb              |
| 19. | Lies My Brother Told Me      | Der Herr der Lügen               |
| 20. | Crushing the Coach           | Ein Trainer spielt falsch        |
| 21. | Prank Wars                   | Meister der Quatschmacher        |
| 22. | Freaked Out Friday           | Der Aufstand                     |
| 23. | The Bet                      | Die Wette                        |
| 24. | Mice and Men                 | Der neue Derek                   |
| 25. | Guess Who’s Coming to Dinner | Rate mal, wer zum Essen kommt... |
| 26. | Dating Game                  | Partnervermittlung               |

| #   | Originaltitel                    | Deutscher Titel                     |
| --- | -------------------------------- | ----------------------------------- |
| 27. | Two Timing Derek                 | Bäumchen wechsle dich               |
| 28. | It’s Our Party                   | Partyplanung für Anfänger           |
| 29. | Misadventures in Babysitting     | Kinder an die Macht                 |
| 30. | Slacker Mom                      | Die Supermami                       |
| 31. | Power Failure                    | Machtkämpfe                         |
| 32. | Don’t Take a Tip From Me         | Gut bedient                         |
| 33. | The Bully Brothers               | Unter Brüdern                       |
| 34. | Home Movies                      | Achtung, Kamera!                    |
| 35. | Show-Off-Tune                    | Hohe Töne auf rauher See            |
| 36. | Summer School Blues              | Die schlimmsten Ferien aller Zeiten |
| 37. | Grade A Cheater                  | In Schummeln eine Eins              |
| 38. | Adios Derek                      | Adios Derek                         |
| 39. | Fright Night                     | Der Klempner des Grauens            |
| 40. | Sixteen Sparkplugs               | Die Überraschungsparty              |
| 41. | When Derek Met Sally             | Derek und Sally                     |
| 42. | A Very Derekus Christmas         | Weihnachten à la Derek              |
| 43. | Ivanwho?                         | Ritter ohne Furcht und Adel         |
| 44. | Rumor Mill                       | Stress am Valentinstag              |
| 45. | Derek Un-Done                    | Falsche Signale                     |
| 46. | Not So Sweet 16                  | Ein unvergesslicher Geburtstag      |
| 47. | Driving Lessons                  | Die Fahrprüfung                     |
| 48. | Make No Prom-ises                | Der Abschlußball                    |
| 49. | Cheerleader Casey                | Casey, die Cheerleaderin            |
| 50. | Allergy Season                   | Hör mal, wer da niest               |
| 51. | Things That Go Bump in the Night | Der Hausarrest                      |
| 52. | Derek’s School of Dating         | Dereks Anmach-Regeln                |

| #   | Originaltitel              | Deutscher Titel                 |
| --- | -------------------------- | ------------------------------- |
| 53. | Two Kisses, One Party      | Zwei Küsse, eine Party          |
| 54. | Open Mic Plight            | Bühnenkoller                    |
| 55. | Just Friends               | Verkuppeln für Anfänger         |
| 56. | March Break                | Der Familienausflug             |
| 57. | Take a Step Kid to Work    | Hilfe, die Kinder helfen!       |
| 58. | 6 1/2                      | Kampf der Geschlechter          |
| 59. | Derek denies denial        | Derek verdrängt die Verdrängung |
| 60. | No Secrets                 | Keine Geheimnisse               |
| 61. | Rude Awakenings            | Böses Erwachen                  |
| 62. | How I met your Stepbrother | Der Heiratsantrag               |
| 63. | Happy new Schoolyear       | Schönes neues Schuljahr         |
| 64. | Casey and Ralph!?          | Casey und Ralph?!               |
| 65. | Tuesday Afternoon Fever    | Der Tanzwettbewerb              |
| 66. | No more games              | Keine Spielchen mehr            |
| 67. | Teddy’s Back               | Teddys Rückkehr                 |
| 68. | Truman’s last chance       | Traue Truman nicht!             |
| 69. | Surprise!                  | Überraschung!                   |
| 70. | Futuritis                  | Die Abschlussfeier              |

| Originaltitel       | Deutscher Titel                    |
| ------------------- | ---------------------------------- |
| Vacation with Derek | Mensch, Derek! – Ab in die Ferien! |